# Stabbtjärnbäcken
Stabbtjärnbäcken är ett naturreservat i Bodens kommun i Norrbottens län.
Området är naturskyddat sedan 2001 och är 0,3 kvadratkilometer stort. Reservatet omfattar en ravin kring Stabbtjärnbäcken söder om Luleälven. Reservatet består av gammal granskog  med inslag av asp,  